# Abra alba
Abra alba är en musselart som först beskrevs av W. Wood 1802.  Abra alba ingår i släktet Abra och familjen Semelidae. Arten är reproducerande i Sverige. Inga underarter finns listade i Catalogue of Life.

## Bildgalleri

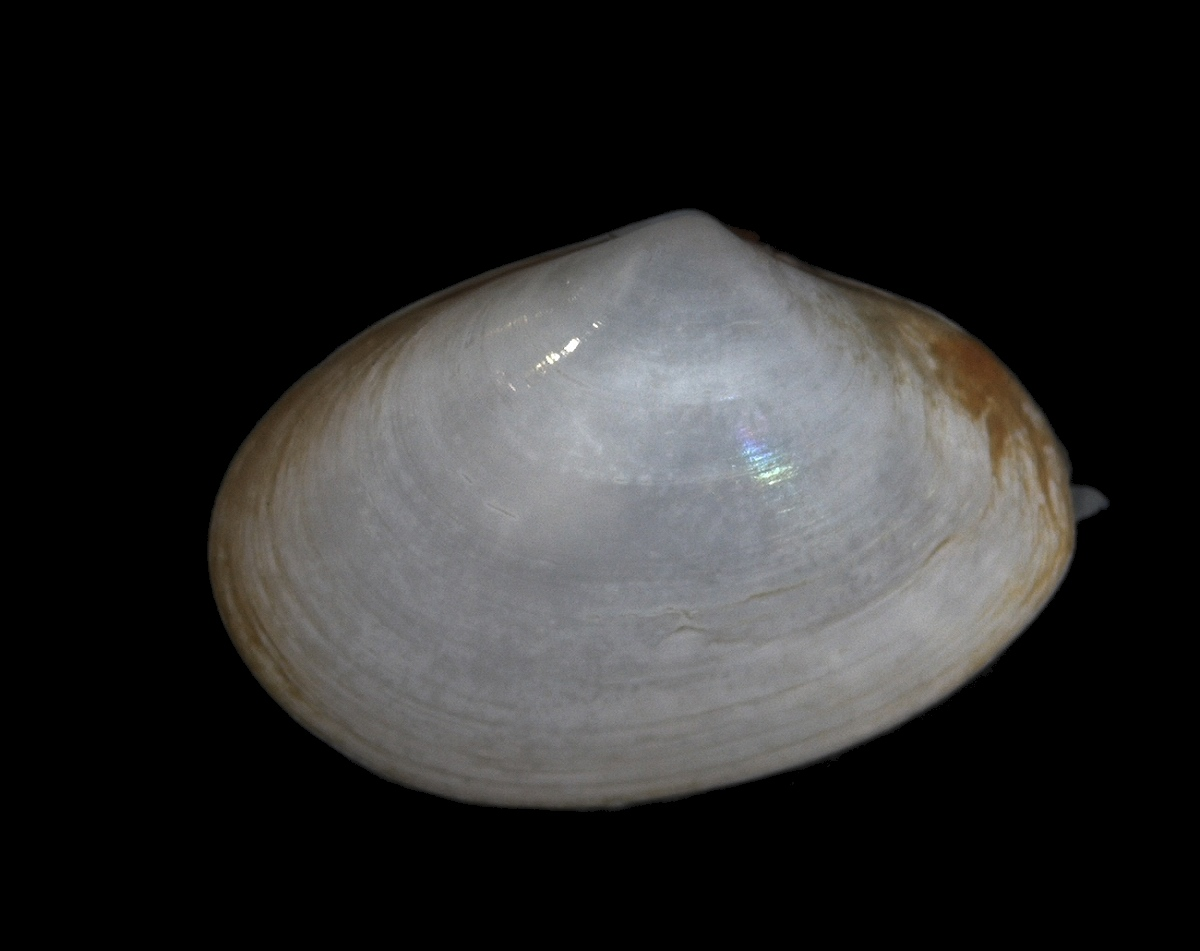